# Radzim (imię)
Radzim – forma skrócona od staropolskich imion męskich, rozpoczynających się od członu Rado- (motywowanego przez rad – "być zadowolonym, chętnym, cieszyć się" lub radzić – "troszczyć się, dbać o coś"). Uważa się, że imię to jest odpowiednikiem znaczeniowym imienia Gaudenty – "radosny".
Zobacz też: Radzim Gaudenty
Radzim imieniny obchodzi: 12 lutego i 14 października.
Znane osoby noszące to imię: 
- Radim Sáblík